# 李炜 (蒋王)
李炜（7世纪？—689年5月16日），唐朝宗室。唐太宗之孙，蒋王李惲的儿子。
李炜开始被封为汝南郡王，唐高宗上元元年（674年），其父李恽自杀，李炜袭父爵为蒋王。李炜官至沂州刺史，天官侍郎（吏部侍郎）邓玄挺与李炜相亲善。邓玄挺之女为道王李元庆之子鄱阳郡公李諲之妻，李諲计划到房陵迎唐中宗复位，问过邓玄挺。李炜对他说：“想要作紧急计划如何？”邓玄挺不应答，也不告发。永昌元年四月廿二甲辰（689年5月16日），事发，武则天杀汝南郡王李炜、鄱阳郡公李諲、广汉郡公李谧、汶山郡公李蓁、零陵郡王李俊、广都郡公李璹，全家流放巂州。

## 子孙
- 李銑，早卒
  - 李紹宗，神龙初年嗣蒋王，景龙二年（711年），加银青光禄大夫。开元初，为太子家令同正员卒。
    - 李欽業，濟州司馬
      - 李逷，吏部常選
        - 李贊，字子匡

    - 李欽福，嗣蒋王、左千牛衛將軍，为率更令，同正员。天宝初削官，于锦州安置。天宝十二载（753年），为南郡长史同正
      - 李頒
      - 李顥
      - 李熲

    - 李欽鍔，濠州司馬
      - 李序
      - 李廙